# Holton (Indiana)
Holton é uma cidade  localizada no estado americano de Indiana, no Condado de Ripley.

## Demografia
Segundo o censo americano de 2000, a sua população era de 407 habitantes.
Em 2006, foi estimada uma população de 406, um decréscimo de 1 (-0.2%).

## Geografia
De acordo com o United States Census Bureau tem uma área de
4,6 km², dos quais 4,6 km² cobertos por terra e 0,0 km² cobertos por água.

## Localidades na vizinhança
O diagrama seguinte representa as localidades num raio de 20 km ao redor de Holton.